# 사무엘 폰 푸펜도르프

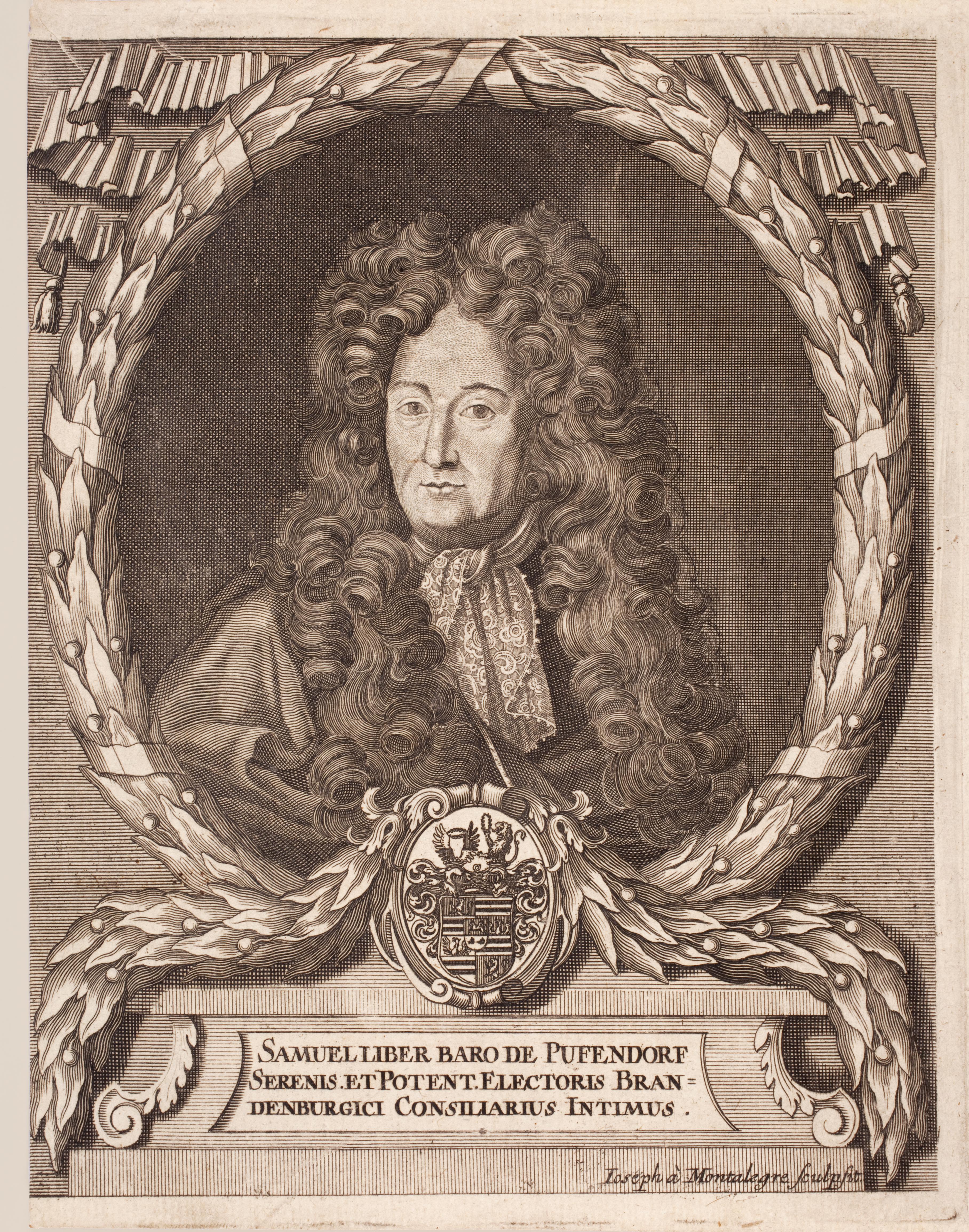
사무엘 폰 푸펜도르프의 요제프 드 몬텔레그레(Joseph de Montalegre)의 판화, 1706년.

사무엘 폰 푸펜도르프 (Samuel von Pufendorf, 1632년 1월 8일 – 1694년 10월 26일)는 독일의 법학자, 정치 철학자, 경제학자, 역사가이다. 그는 사무엘 푸펜도르프에서 태어나 1694년에 귀족이 되었다. 그는 62세의 나이로 사망하기 몇 달 전에 스웨덴의 칼 11세에 의해 남작이 되었다. 토머스 홉스와 휴고 그로티우스 자연법 이론에 대한 주석과 수정본이 있다.
그의 정치적 개념은 미국 혁명의 문화적 배경의 일부이다. 푸펜도르프는 독일 계몽주의의 중요한 선구자로 여겨진다. 그는 교의와 교리 문제에 대해 대체로 전통적인 기독교적 견해를 갖고 있음에도 불구하고, 성직자들과 끊임없는 논쟁에 휘말렸고 자주 이단이라는 비난에 맞서 자신을 변호해야 했다.

## 전기
그리마에서 교육을 받은 그는 라이프치히 대학에서 신학을 공부하도록 파견되었다. 편협하고 독단적인 가르침은 푸펜도르프에게 혐오감을 주었고 그는 곧 공법 연구를 위해 그것을 버렸다.
라이프치히를 완전히 떠난 푸펜도르프는 예나 대학교로 옮겨 그곳에서 수학자 에르하르트 바이겔 과 친밀한 우정을 쌓았고, 그의 영향은 그의 놀라운 성격의 독립성을 발전시키는 데 도움이 되었다. 바이겔의 영향으로 그는 그로티우스, 홉스 및 데카르트를 읽기 시작했다.
푸펜도르프는 1658년 마기스터로 예나를 떠나 스웨덴 왕 칼 10세 구스타브 주재 장관 중 한 명인 피터 율리우스 코예(Peter Julius Coyet) 가족의 가정교사가 되었다.
이때 스웨덴은 덴마크에 원치 않는 동맹을 맺으려 하고 있었다. 협상 도중에 그는 적대감을 드러냈고 덴마크인은 그의 사절에 대해 분노로 돌아섰다. 코예는 탈출에 성공했지만 두 번째 장관인 스테노 비엘케와 나머지 직원들은 체포되어 감옥에 갇혔다. 푸펜도르프는 이 불행을 공유했고 8개월 동안 포로로 잡혀 있었다. 휴고 그로티우스와 토마스 홉스의 작품에서 읽은 것을 명상하는 데 몰두했고 정신적으로 보편적 법칙의 체계를 구축했다. 포로 생활이 끝날 때 그는 제자들을 따라 라이덴 대학으로 갔다.

### 작가로서의 경력
1667년에 그는 팔라티노 선제후의 동의를 받아 "독일 제국의 현재 상태"라는 책을 썼다. 1667년 제네바에서 가명으로 출판된 이 책은 베로나의 신사 세베리누스 데 몬잠바노가 동생 라엘리우스에게 보내는 편지로 되어 있었다. 팜플렛은 센세이션을 일으켰다.
푸펜도르프가 공식 문서에 대한 새로운 세금을 계속해서 비판했을 때, 그는 법률의 의장을 얻지 못했고 1668년 하이델베르그를 떠나야 했다. 30년 전쟁 (1618-1648)의 참화를 여전히 겪고 있는 독일에서는 진급의 기회가 거의 없었기 때문에 푸펜도르프는 스웨덴으로 건너가 그해 룬드 대학교에 부름받았다. 그곳에서의 그의 체류는 유익했다.
1672년에는 《자연법과 국제법》가 , 1673년에는 《자연법에 바탕을 둔 인간과 시민의 의무》를 출판했다.이는 다른 주제들 중에서도 옳은 전쟁론에 대한 분석을 제공했다. 이론. 그의 첫 번째 중요한 점은 자연법은 이생의 한계를 넘어 확장되지 않으며 외부 행위를 규제하는 데 국한된다는 것이다. 그는 자연 상태에 대한 홉스의 개념을 논박하고 자연 상태는 전쟁 상태가 아니라 평화 상태라고 결론지었다. 그러나 이 평화는 약하고 불안정하며, 다른 어떤 것이 도움이 되지 않는다면 인류의 보존을 위해 거의 할 수 없다.
공법과 관련하여 푸펜도르프는 국가( civitas )를 도덕적인 사람( personamoralis )으로 인정하면서 국가의 의지는 국가를 구성하는 개별 의지의 총합에 불과하며 이 연합이 국가를 설명한다고 한다. 푸펜도르프는 국제법이 기독교에 국한되지 않고 모든 국가가 인류의 일부를 구성하기 때문에 모든 국가 간의 공동 유대를 구성한다는 생각을 강력하게 옹호한다.
1677년에 푸펜도르프는 왕실 역사가로 스톡홀름으로 부름을 받았다. 그의 역사 작품에서 푸펜도르프는 매우 건조한 스타일로 글을 썼지만 진리에 대한 큰 존경을 표명했다.
1688년에 푸펜도르프는 브란덴부르크 선제후 프리드리히 빌헬름에게 부름을 받았다. 그는 부름을 수락했지만 선제후가 죽기 전에 도착하지 않았다. 그의 아들 프리드리히 3세는 아버지의 약속을 이행했다. 역사학자이자 추밀원 의원인 푸펜도르프는 선제후 프레드릭 빌헬름( De rebus gestis Frederici Wilhelmi Magni )의 역사를 쓰라는 지시를 받았다.
스웨덴 왕은 계속해서 푸펜도르프에 대한 그의 선의를 증언했으며 1694년 그를 남작으로 임명했다. 반면 여전히 스웨덴 같은 해에, Pufendorf는 뇌졸중, 10 월 1694 26 일에 사망에서 베를린 . 그는 성 니콜라스 교회에 묻혔는데 그곳에는 그의 기억에 대한 비문이 아직 남아 있다. 그는 Charles Ancillon에 의해 베를린의 역사가로 계승되었다.

### 《자연법과 국제법》
1672년에 《자연법과 국제법》이 나타났다. 이 작업은 주로 그로티우스의 이론과 홉스의 많은 아이디어를 가져왔고, 여기에 국가법을 발전시키기 위한 푸펜도르프 자신의 아이디어를 추가했다. 푸펜도르프는 자연법이 이생의 한계를 넘어서는 것이 아니라 단지 외적인 행위만을 규제할 뿐이라고 주장한다. 그는 또한 전쟁이나 갈등의 상태인 자연 상태에 대한 홉스의 테제에 도전한다. 푸펜도르프에게도 자연의 상태가 있지만 그것은 평화의 상태이다. 그러나 이 자연의 평화는 약하고 불확실한다. 국가( civitas )를 도덕적 인격체( personamoralis )로 인정하는 공법의 관점에서, 푸펜도르프는 그럼에도 불구하고 국가의 의지는 국가 내부와 관련된 개별 의지의 총합에 불과하다고 주장한다. 따라서 국가는 인간의 안전에 필수적인 규율에 복종해야 한다. 복종과 상호 존중의 의미에서 이 '복종'은 자연법의 기초인 이성의 근본법칙인 푸펜도르프를 위한 것이다. 그는 국제법이 기독교 국가에만 국한되거나 제한되어서는 안 되며 모든 국가가 인류의 일부이기 때문에 모든 민족 사이에 공통의 연결 고리를 만들어야 한다고 덧붙였다.

## 유산과 명성

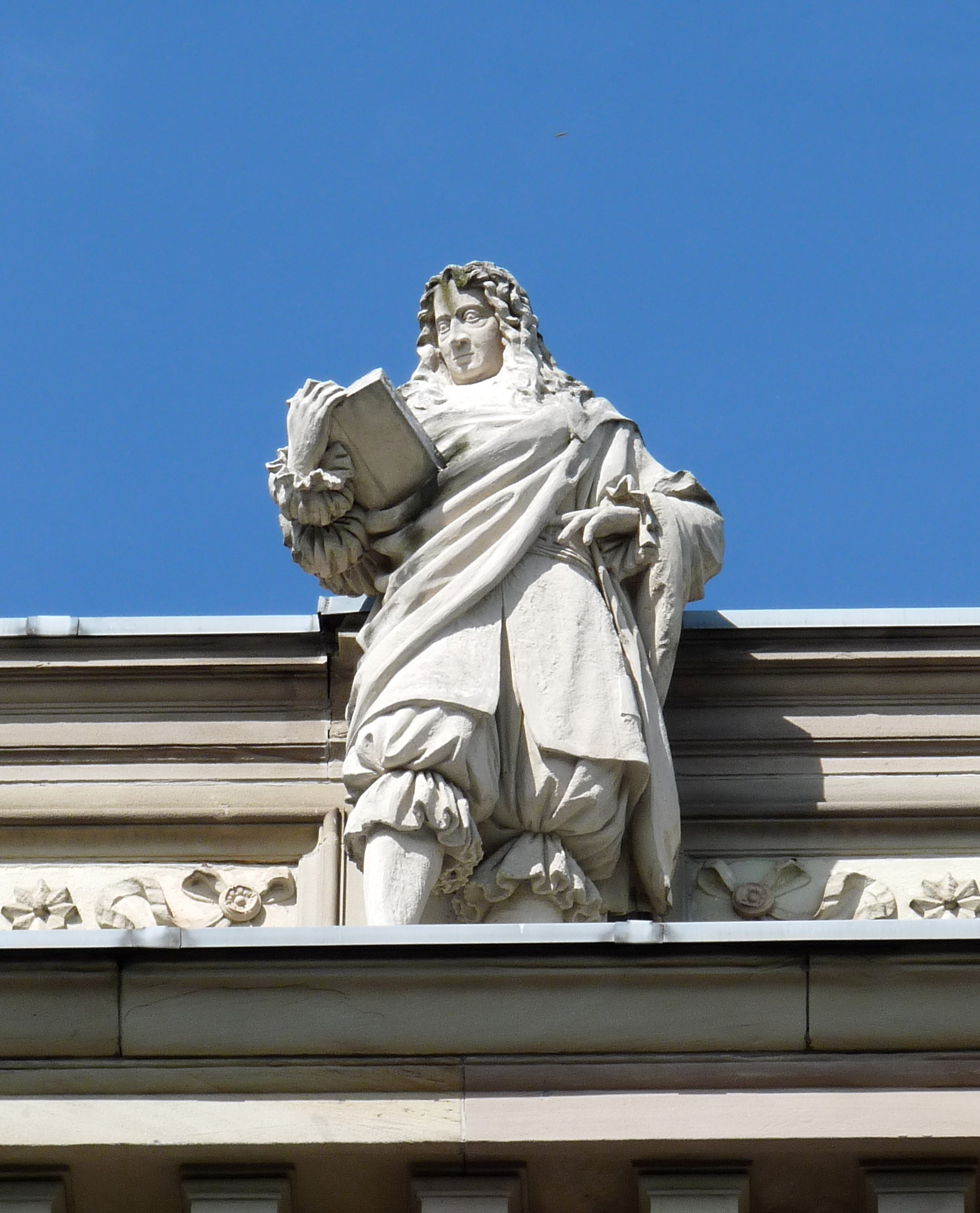
프랑스 스트라스부르 팔레 대학교 에 있는 푸펜도르프 동상.

존 로크, 장자크 루소 및 드니 디드로는 모두 Pufendorf의 법률 교육 과정 포함을 권장했으며 그는 블랙스톤과 몽테스키외에 큰 영향을 미쳤다.
라이프니츠에 대한 푸펜도르프의 불화는 그의 명성을 떨어뜨렸다. 푸펜도르프와 라이프니츠는 많은 신학적 견해를 공유했지만 철학적 기반이 달랐으며 푸펜도르프는 성서적 근본주의에 기울었다. 그들의 싸움이 시작된 것은 Severinus de Monzambano 의 소책자에 관한 것이었다. 라이프니츠는 그를 "Vir parum jurisconsultus, minime philosophus "("작은 법학자이자 아주 작은 철학자 ")라고 일축했다.